# Di chúc
Di chúc là một giấy tờ hợp pháp thể hiện nguyện vọng, mong muốn của một người về cách phân chia tài sản mình có được sau khi chết. Trong di chúc, cá nhân hoặc nhóm người được chỉ định là người thực thi, quản lý tài sản cho đến khi được phân chia hết đúng theo di chúc.

## Sách
- Administration of Wills, Trusts, and Estates by Gordon W. Brown, Delmar Cengage Learning (ISBN 0-7668-5281-4) (ISBN 978-0-7668-5281-5)